# Negentropie
Negentropie, negatieve entropie of syntropie is de entropie die een organisme exporteert om zijn eigen entropieniveau laag te houden. Negentropie is een centraal begrip in de theorie van entropie en leven. Het begrip negatieve entropie werd in 1943 voor het eerst gebruikt door Erwin Schrödinger in zijn boek What Is Life? Later werd deze term door Léon Nicolas Brillouin verkort tot negentropie, om de negatieve connotatie weg te nemen. In 1974 stelde Albert Szent-Györgyi de term syntropie voor, maar uiteindelijk is negentropie de meest populaire benaming gebleven.